# KNM Kaura (S-315)
Pour les articles homonymes, voir KNM Kaura (homonymie).
Le KNM Kaura (numéro de coque : S315) est un sous-marin de classe Kobben de la marine royale norvégienne.

## Fabrication
Le navire a été commandé à Thyssen Nordseewerke à Emden, où la quille a été posée en 1961. Il a été lancé le 16 octobre 1964 et achevé le 5 février 1965.

## Service
Le navire a été vendu à la marine royale danoise en tant que pièces de rechange en octobre 1991.